# Niko Kapanen
Niko Kapanen (* 29. dubna 1978, Hattula) je bývalý finský profesionální hokejista, který naposledy hrál za tým HPK ve finské Liize. Nastupoval na pozici středního útočníka.
Niko Kapanen zahájil svou profesionální kariéru v týmu finské ligy HPK Hameenlinna, kde hrál v letech 1995 až 2000. Po jedné sezóně v TPS Turku přestoupil v roce 2001 do NHL, kde se po první nepříliš úspěšné sezóně strávené většinou na farmě v nižší soutěži stal oporou týmu Dallas Stars. V roce 2006 přestoupil do týmu Atlanta Thrashers, odkud byl vyměněn do Phoenix Coyotes. Po sezóně 2007/08 odešel do KHL, kde nastupoval za Ak Bars Kazaň (2008–2013), HC Lev Praha (2013–2014) a Jokerit Helsinky (2014–2016). Svou kariéru zakončil jednou sezónou v dresu HKP ve finské nejvyšší lize.
S finskou reprezentací získal Niko Kapanen stříbrnou olympijskou medaili v roce 2006 v Turíně a na světovém šampionátu v roce 2011 získal titul mistrů světa.